# ブルース・ウェイツ
ブルース・ウェイツ（Bruce Weitz、1943年5月27日 - ）は、アメリカ合衆国の俳優。

## 出演作品
- ライ・トゥ・ミー　嘘の瞬間 シーズン2
- ＣＳＩ：９　科学捜査班
- デクスター　～警察官は殺人鬼 シーズン2
- エル・コルテス
- ゴースト　～天国からのささやき シーズン1
- グレイズ・アナトミー　恋の解剖学
- 犯罪捜査官ネイビーファイル シーズン10
- ディノクロコ（キャンベル博士）
- ザ・プラクティス／ボストン弁護士ファイル シーズン8
- F.B.EYE!!　相棒犬リーと女性捜査官スーの感動！事件簿 シーズン2
- ＥＲ IX　緊急救命室 第9シーズン
- ファイター
- 奪還　ＤＡＫＫＡＮ　アルカトラズ
- 堕ちた弁護士　～ニック・フォーリン～ シーズン1
- サード・ウォッチ 第3シリーズ
- コンコルド
- サスピション／殺意の香り
- ディープ・ハザード
- ヴェロシティ・ラン
- ディープ・インパクト（スチュアート・ケイリー）
- NYPD BLUE　～ニューヨーク市警15分署 シーズン4
- バスジャック
- Ｘ-ファイル 2nd ｓeason フェチシズム
- Ｏ・Ｊ・シンプソン事件
- ノー・プレイス・トゥ・ハイド
- 栄光の７１４本／ベーブ・ルース物語
- スーパーコップ90
- 生きる証し
- ヒルストリート・ブルース（ミック・ベルカー）